# 阿卜杜拉国王科技大学
阿卜杜拉国王科技大学（英語：King Abdullah University of Science and Technology (KAUST)，阿拉伯语：‎）是一所沙特阿拉伯的研究型大学，位于該國西部港口城市吉达附近的渔村图沃。阿卜杜拉国王科技大学2009年9月正式成立，其创办宗旨是促进全球的科技研究水準，建校时的捐赠总额达到100亿美元。

## 历史

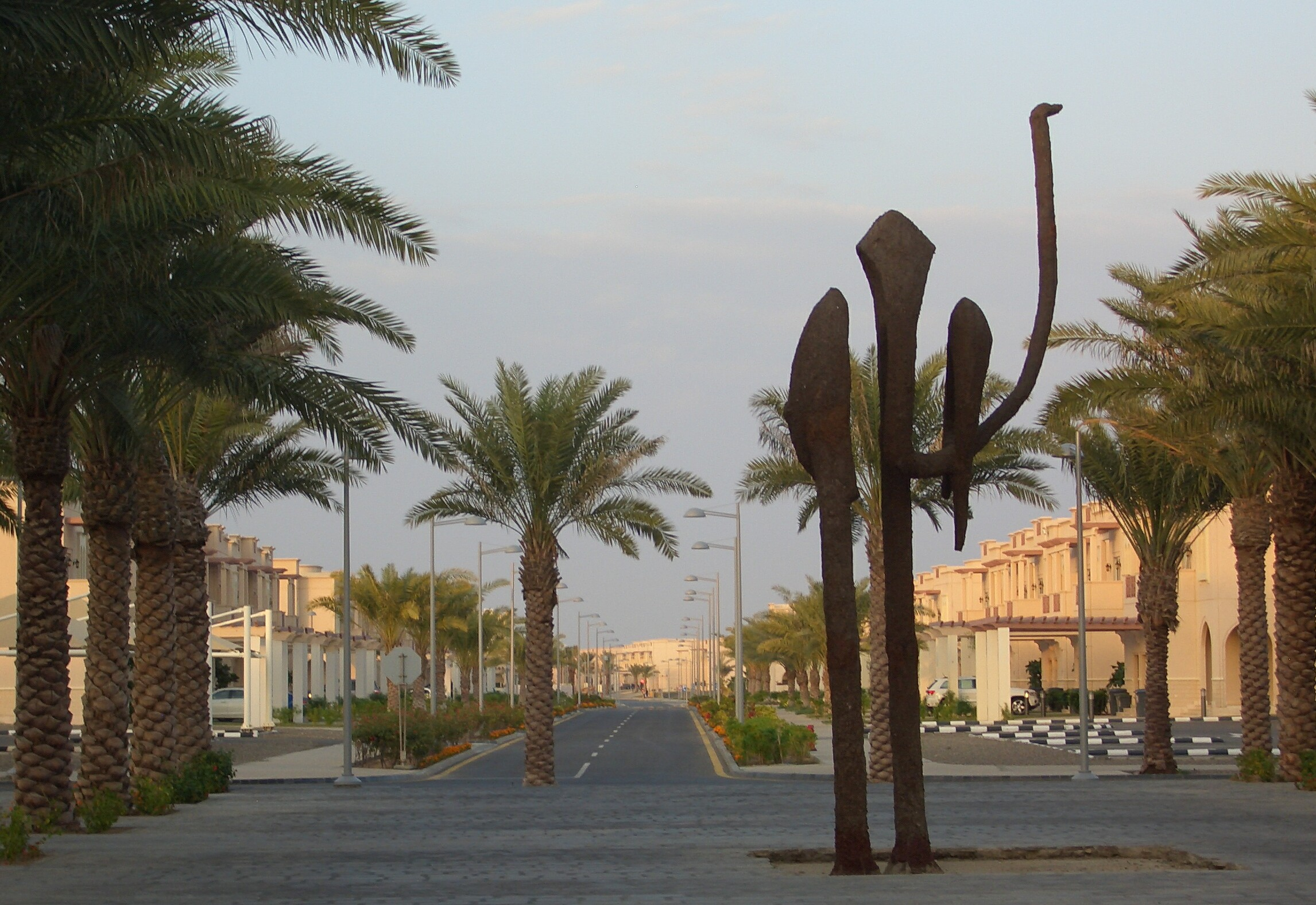
住宿區

阿卜杜拉国王科技大学坐落于沙特阿拉伯西海岸的吉达附近。大学于2009年9月正式开课，第一学年有约500名研究生入学。阿卜杜拉国王已经向大学捐款100亿美元，并委托国有石油公司沙特阿美设计并建造约36平方千米的校园。在发展成熟时期，大学可以容纳约2000人。
作为一所年轻的大学，KAUST已经成为世界上学术研究和论文被引用率增长最快的学术机构之一。据QS世界大学排名——“单位教职员工的论文引用数”排名报告， KAUST在2016至2020年连续五年位居世界第一，凸显了KAUST在全球科学研究领域的影响力。 
大学校园拥有自己的海水淡化厂，保证校园正常的用水需求。校园还设有免费的体育馆三座，高尔夫球场一座，红海潜伏潜水俱乐部一座，供所有学生、教授、员工使用。

## 奖学金
阿卜杜拉国王科技大学将提供探索奖学金给学生或学者，获奖者将会是大学的首批学生学者，来自约70个不同国家。获奖者不但在入读阿卜杜拉国王科技大学时得到资助，在其他大学就读本科期间也可以得到资助。在其他大学就读本科的资助包括全部的学费、课本津贴、笔记本电脑津贴和学生所就读城市的生活费。入读阿卜杜拉国王科技大学后的资助则包括全部的学费、住宿费、旅行支出和丰厚的津贴。此奖学金已于2011年取消。

## 大学校园
大学校园位于海边，距城市吉达向北约80千米，建筑面积超过36,000平方千米，包括一处将被保留的珊瑚礁生态系统，作为大学的海洋保护区用于研究。学校主校区以及周边商业住宿等功能区的实际设计工作由HOK建筑设计事务所承担。主校区设计面积0.511平方公里，整个设计和建造过程共耗时两年零六个月。威尔克公司 （页面存档备份，存于）和谢斐霍顿视觉公司 （页面存档备份，存于）分别是校园和主讲堂的视觉顾问。
阿卜杜拉国王科技大学是沙特阿拉伯第一所混合性别的大学。沙特政府希望这所混合性别大学能帮助该王国的保守社会现代化。宗教警察不在该大学巡逻，男性和女性不需要在校园内分隔。
该大学是沙特阿拉伯的第一个LEED认证项目，并且是世界上最大的LEED白金级认证项目。它还被美国建筑师学会（AIA）的环境委员会（COTE）评选为2010年十大绿色项目之一。大学图书馆因图书馆建筑方面的成就而获得了2011年美国建筑师学会／美国图书馆协会图书馆建筑奖。

## 校长遴选
施春风教授于2008年1月13日被任命为阿卜杜拉国王科技大学的首任校长。他原先是新加坡国立大学的校长，于2008年底离开新加坡国立大学。2013年6月30日，施春风教授结束了阿卜杜拉国王科技大学的五年任期，接任他的是让-卢·沙莫教授。沙莫教授此前任职于加州理工学院的校长职位，并于2012-2013学年结束后卸任前职。2018年9月1日，陈繁昌教授担任阿卜杜拉国王科技大学的第三任校长，陳繁昌教授此前任职于香港科技大學校長。2024年，陳繁昌離任阿卜杜拉国王科技大学校長，由澳洲腦神經科學家爱德华·拜恩教授接任。

## 大学学位
大学现有三个部门, 十六个研究领域，它们是：

生物与环境工程部:
1. 生物科学
2. 生物工程
3. 环境科学与工程
4. 海洋科学
5. 植物科学

计算机,电子, 数学科学与工程部:
1. 应用数学和计算科学
2. 电子与计算机工程
3. 计算机科学
4. 统计学

物理科学与工程部:
1. 化学工程
2. 化学科学
3. 应用物理
4. 能源与石油工程
5. 地球科学和工程
6. 材料科学和工程
7. 机械工程

大学于2008年10月发布了第一册研究生课程指南，该指南提供了具体的学位要求和课程介绍。该校研究生就读时间一般为一年半，而博士生为三年。在实际操作中, 硕士可选择一年半(无毕业论文)或者两年（有毕业论文）毕业, 硕博连读一般为四年半毕业, 博士就读一般为三年半毕业。